# 2012年夏季奥林匹克运动会中国跳水队
参加2012年伦敦夏季奥林匹克运动会的中国跳水队一行共计22人，其中男运动员6人，女运动员4人，官员与工作人员12人；领队李桦，副领队周继红。中国队为世界跳水领域的主要强队之一，中国大陆自1984年参加洛杉矶奥运会以来的主要参赛项目。本次中国队获得了跳水的全部参赛资格，其中男子4个项目中，双人项目各一组选手，单人项目各两人；女子4个项目中，双人项目各一组选手，单人项目各两人。

## 人员构成
官员与工作人员：

领队李桦，副领队周继红；
 
教练（7人）：钟少珍、刘恒林、胡恩勇、任少芬、李清、赵文进和胡玮；
 
管理：高严，医生：何国荣和刘海英。
运动员：
 
男运动员（6人：曹缘,张雁全；秦凯,何冲；
  
女运动员（4人）：何姿、吴敏霞、陈若琳和汪皓。